# Poison Ivy (пісня Віллі Мейбона)
«Poison Ivy» — пісня американського блюзового музиканта Віллі Мейбона, випущена синглом у 1954 році на лейблі Chess. У 1954 році пісня посіла 7-е місце в хіт-параді Rhythm & Blues Records.
Пісню перезаписали Брюер Філліпс, Сем Лей, Бадді Гай та ін.

## Оригінальна версія
В жовтні 1953 року Віллі Мейбон повернувся до студії Universal Recording в Чикаго, Іллінойс, для запису своєї третьої сесії за рік. Цього разу лейбл Chess поспішав у записі двох пісень. «Say Man» (у написанні якої також взяв участь ударник Оді Пейн) і «Poison Ivy» (її для Мейбона написав автор пісень Мел Лондон, який щойно почав працювати на лейблі) стали успішним випуском Chess 1580; «Poison Ivy» стала останнім синглом Мейбона, що потрапив до десятки ритм-енд-блюзового хіт-параду. До комбо на цій сесії увійшли Пол Кінг (trumpet), Гун Гарднер (альт- і баритон-саксофони), Герберт Робінсон (тенор-саксофон) і Білл Андерсон (контрабас). Ударником на цій сесії імовірно був Оді Пейн, який був запрошеним артистом. 
«I'm Mad» була випущена на синглі в листопаді 1954 року із «Say Man» на стороні Б. У 1954 році пісня посіла 7-е місце в хіт-параді Rhythm & Blues Records журналу «Billboard».  
29 червня 1973 року Мейбон перезаписав пісню для альбому Shake That Thing, який вийшов у Франції на лейблі Black and Blue. Цього разу Мейбону акомпанували гітаристи Джиммі Роджерс і Луї Маєрс, басист Дейв Маєрс та ударник Фред Белоу.

## Інші версії
Пісню перезаписали такі виконавці, як Бойд Беннетт (січень 1955), Брюер Філліпс для Whole Lotta Blues! (1982), Сем Лей для Shuffle Master (1992), Едді Клірвотер для Help Yourself (1992), Бадді Гай за участі Кіда Рока для Rhythm & Blues (2013).